# Pararge obscura
Pararge obscura är en fjärilsart som beskrevs av Tutt 1896. Pararge obscura ingår i släktet Pararge och familjen praktfjärilar. Inga underarter finns listade i Catalogue of Life.